# 克卜勒78b
克卜勒78b（Kepler-78b，原始編號KIC 8435766 b）是一顆環繞恆星克卜勒78的太陽系外行星。

## 性質
克卜勒78b的體積稍大於地球，環繞母恆星的軌道週期為8.5小時。它的表面反照率約0.2到0.6。因為該行星距離母恆星非常近，僅約水星和太陽距離的40分之1，該行星表面的溫度推測約2300到3100 K（2030到2830 ℃）。根據發現該行星的其中一位天文學家弗朗西斯科·佩佩（Francesco Pepe）所述，該行星的體積可能和地球相近，但它的表面可能是布滿岩漿，與地球大不相同。
有兩個團隊致力於推估克卜勒78b的質量。弗朗西斯科·佩佩率領的團隊使用位於加那利群岛的伽利略國家望遠鏡裝設的北方高精度徑向速度行星搜索器（High Accuracy Radial Velocity Planet Searcher-North，HARPS-N）攝譜儀估算出它的質量是地球的1.86倍，半徑是地球的1.16倍。另一個由夏威夷大学马诺阿分校天文學家安德魯·霍華德領導的團隊則使用位於夏威夷的凱克天文台凱克一號望遠鏡上的高解析度階梯光柵光譜儀資料推測克卜勒78b質量是地球的1.69倍，半徑約地球的1.2倍。兩個預測都顯示該行星的密度大約是5.5 g/cm3。該值與地球的密度接近，因此它可能是類似地球的由岩石和鐵組成的行星。
因為克卜勒78b的重力讓它的母恆星軌道被擾動，才讓以上的計算得以進行。一般情況下地球體積的系外行星因為其重力不足以對其母恆星軌道產生能被觀測到的變化，使其質量難以估算。但在這裡因為克卜勒78b距離母恆星非常近，其重力能產生以今日技術能觀測到的變化。
根據哈佛－史密松天体物理中心的天文學家迪米塔爾·薩塞羅夫（Dimitar Sasselov）所述，克卜勒78b是個反常的岩漿世界。因為形成中的新恆星體積較主序星大，半徑可超過該行星的軌道，但是在恆星內部不可能形成行星。並且沒有已知的物理機制可以讓半徑只比地球大20%的行星在距離恆星如此近的區域形成和演化，也沒有任何已知的行星遷移機制可以解釋。但可以確定的是，克卜勒78b在未來30億年內就會被母恆星的潮汐力撕裂後吞噬。

## 發現
克卜勒78b是天文學家於2013年分析克卜勒太空望遠鏡拍攝影像時發現的。而發現它的方式並非只有凌星法，並且因為軌道位置造成的行星掩星和自行星表面反射的母恆星光線也被觀測到。該行星因為週期很短，天文學家首先以電腦分析資料時未能發現到它，因此克卜勒78b沒有 KOI（Kepler Object of Interest）目錄的編號。

## 外部連結
- Notes on the planet KIC 8435766 b